# New Again
New Again é o quarto álbum de estúdio da banda americana Taking Back Sunday, lançado a 1 de junho de 2009.

## Faixas
Todas as faixas por Taking Back Sunday. 
1. "New Again" - 3:33
2. "Sink Into Me" - 3:03
3. "Lonely, Lonely" - 2:49
4. "Summer, Man" - 3:51
5. "Swing" - 3:26
6. "Where My Mouth Is" - 3:52
7. "Cut Me Up Jenny" - 3:52
8. "Catholic Knees" - 2:48
9. "Capital M-E" - 2:49
10. "Carpathia" - 3:09
11. "Everything Must Go" -	4:44